# Kremlin Cup 2018
Der Kremlin Cup 2018 war ein Tennisturnier der WTA Tour 2018 für Damen und ein Tennisturnier der ATP World Tour 2018 für Herren im Olimpijski in Moskau. Die Turniere fanden zeitgleich vom 15. bis 21. Oktober 2018 statt.

## Herrenturnier
→ Qualifikation: Kremlin Cup 2018/Herren/Qualifikation

## Damenturnier
→ Qualifikation: Kremlin Cup 2018/Damen/Qualifikation